# Draco quadrasi
Espèce
Statut de conservation UICN

 LC  : Préoccupation mineure
Draco quadrasi est une espèce de sauriens de la famille des Agamidae.

## Répartition
Cette espèce est endémique des Philippines. Elle se rencontre sur Mindoro, sur Romblon, sur Semirara et sur Sibuyan.

## Étymologie
Cette espèce est nommée en l'honneur de José Florencio Quadras.

## Publication originale
- Boettger, 1893 : Katalog der Reptilien-Sammlung im Museum der Senckenbergischen Naturforschenden Gesellschaft in Frankfurt am Main. I. Teil (Rhynchocephalen, Schildkröten, Krokodile, Eidechsen, Chamäleons). Gebrüder Knauer, Frankfurt am Main, p. 1-140 (texte intégral).